# Janus-kinase 1
An Error has occurred retrieving Wikidata item for infobox
La Janus-kinase 1 est une tyrosine-kinase, membre de la famille des Janus-kinases. Son gène est le JAK1 situ sur le chromosome 1 humain.

## Rôles
Il participe à la voie de transduction de signal JAK-STAT.

## En médecine
Une mutation du gène est retrouvée dans un cas sur cinq de leucémie aiguë lymphoblastique.
Le filgotinib est une molécule inhibitrice spécifique de la Janus kinase 1 et en cours de test comme médicament : il a des résultats prometteurs dans la maladie de Crohn. L'upadacitinib est en cours de test dans la polyarthrite rhumatoïde. L'abrocitinib semble être efficace dans la dermatite atopique.